# الحرس الشعبي (لبنان)
الحرس الشعبي هو الجناح العسكري للحزب الشيوعي اللبناني الذي حارب من 1975 إلى 1977 في الحرب الأهلية اللبنانية والنزاعات اللاحقة. كان الحزب الشيوعي اللبناني وميليشياته أعضاء في الحركة الوطنية اللبنانية وخلفها جبهة المقاومة الوطنية اللبنانية.

## الأصول
لم يكن الجناح العسكري للحزب الشيوعي اللبناني منظم تنظيما جيدا فحسب بل كان أيضا واحدا من أكبر الميليشيات العلمانية وغير الطائفية في لبنان. تم تأسيسه بشكل غير رسمي خلال الحرب الأهلية عام 1958 وقاتل جنبا إلى جنب مع القوات المناهضة للحكومة ضد الجيش اللبناني والميليشيات المسيحية المتحالفة معه. بعد حله في نهاية الحرب قرر المكتب السياسي للحزب في أوائل عام 1969 أن يرفع بهدوء قوة ميليشيا جديدة للمساعدة في الدفاع عن القرى الحدودية الواقعة في جنوب لبنان. غير أن الواقع كان أكثر تعقيدا. على غرار الجماعات السياسية الأخرى في لبنان أدرك الحزب الشيوعي اللبناني في مطلع السبعينات أنه بدون الميليشيات المسلحة سيخسر أهميته السياسية. هكذا تم تأسيس «الحرس الشعبي» رسميا في 6 يناير 1970 ظاهريا ردا على احتلال قريتي كفركلا وحولا في منطقة جبل عامل في جنوب لبنان واختطاف قرويين محليين على يد الجيش الإسرائيلي.
قبل الحرب تلقى الحرس الشعبي في البداية دعما سريا من منظمة التحرير الفلسطينية والاتحاد السوفييتي وسوريا والعراق وليبيا ومن المتعاطفين اليساريين في الأردن وبعض بلدان الكتلة الشرقية مثل ألمانيا الشرقية. علاوة على ذلك بدأ النظام في إرسال قواته إلى معسكرات تدريب في الأردن تحت سيطرة حركة فتح الفلسطينية والجبهة الشعبية لتحرير فلسطين والحزب الشيوعي الأردني. علاوة على ذلك أدت روابط نظام الإجراءات الجزائية مع الحزب الشيوعي العراقي والحزب الشيوعي السوري إلى إقامة علاقات وثيقة مع الحكومتين العراقية والسورية البعثيتين للمساعدة في تدريب المسلحين وشراء الأسلحة السوفيتية ذات التكنولوجيا الفائقة.

## الهيكل العسكري والتنظيم
في بداية عام 1976 تضاعفت صفوف الحرس الشعبي إلى حوالي 5 آلاف رجل وامرأة (على الرغم من أن هناك مصادر أخرى تسجل عددا أقل من 3000 شخص) وهذا العدد يشمل 2000-2500 مقاتل بدوام كامل و2،500-3,000 غير نظاميين معظمهم من منظمة فرع الشباب اتحاد الشباب الديمقراطي اللبناني الذي أنشأ في أوائل 1970. بتنظيمه في المشاة والإشارات والمدفعية والطبية والعسكرية فروع «الشرطة» كانت ميليشيات الحزب الشيوعي اللبناني يرأسها أولا الكاثوليكي الملكي جورج حاوي (الذي كان اسمه أبو أنيس) ولكن في عام 1979 تم نقل قيادة الحرس الشعبي إلى إلياس عطا الله الماروني. على الرغم من أنه كان نشطا في الغالب في بيروت الغربية وطرابلس إلا أن الحزب الشيوعي اللبناني حافظ على خلايا تحت الأرض في مناطق قضاء صيدا وقضاء صور وقضاء النبطية في منطقة جبل عامل في جنوب لبنان.
.

## الحرس الشعبي في الحرب الأهلية 1975-1990
بعد عودة جورج حاوي انضم الحرس الشعبي إلى الحركة الوطنية اللبنانية - القوات المشتركة لمنظمة التحرير الفلسطينية. سرعان ما شاركت ميليشيات الحزب الشيوعي اللبناني في العديد من المعارك في الشوارع ضد الميليشيات اليمينية المسيحية في الجبهة اللبنانية. في 24 أكتوبر 1975 قاتل الحرس الشعبي جنبا إلى جنب مع ميليشيات أخرى من حركة التحرير الوطنية مثل المرابطون والحركة الناصرية التصحيحية والجيش العربي اللبناني ومنظمة التحرير الفلسطينية في معركة الفنادق في وسط بيروت حيث شاركوا في ميليشيات الجبهة اللبنانية.
في أعقاب الغزو الإسرائيلي للبنان في يونيو 1982 ذهب الحزب الشيوعي اللبناني تحت الأرض وشارك بنشاط في تشكيل تحالف الجبهة اللبنانية للمقاومة الوطنية في سبتمبر من ذلك العام وانضم بعد ذلك إلى القوات المسلحة اللبنانية في يوليو 1983. قاتلوا في 1983-84 في حرب الجبل بالتحالف مع جيش التحرير الشعبي الدرزي التابع للحزب التقدمي الاشتراكي والمرابطون ومليشيات الحزب الوطني الاشتراكي السوري في منطقة الشوف وفي بيروت الغربية ضد القوات اللبنانية المسيحية والجبهة اللبنانية والجيش اللبناني والقوة المتعددة الجنسيات في لبنان.
عندما اندلعت حرب المخيمات في أبريل 1985 في بيروت الغربية رأى الحزب الشيوعي اللبناني - وإن كان على مضض - الانضمام في ائتلاف عسكري جمع الحزب الشعبي الدرزي / جيش التحرير الشعبي وحركة أمل الشيعية المدعومة من سوريا والجيش اللبناني والمعارضين لعرفات من الفصائل الفلسطينية ضد تحالف من ميليشيات مخيمات منظمة التحرير الفلسطينية وميليشيات الحركة الناصرية المرابطون وحركة السادسة من فبراير ومنظمة العمل الشيوعي في لبنان والحزب الديمقراطي الكردستاني - لبنان.
في ديسمبر 1986 انضم الحرس الشعبي إلى الحزب الديمقراطي العربي وحزب المؤتمر الوطني وميليشيات حزب البعث في تحالف عسكري آخر يدعمه الجيش السوري مما أسهم في الهزيمة الحاسمة لحركة التوحيد الإسلامي الإسلامية السنية في معركة طرابلس.

### مقاومة الاحتلال الإسرائيلي
في 16 سبتمبر 1982 أعلن الأمين العام للحزب الشيوعي اللبناني جورج حاوي والأمين العام لمنظمة العمل الشيوعي في لبنان محسن إبراهيم إنشاء حزب جبهة التحرير الوطني الذي حشد العديد من الأحزاب اللبنانية اليسارية والعربية والفصائل المسلحة لمحاربة الاحتلال الإسرائيلي جنوب لبنان.
استمرت قوات الحرس الشعبي تحت الأرض في العمل في جبل عامل بعد انتهاء الحرب الأهلية حيث استمر حتى عام 2000 جنبا إلى جنب مع حزب الله الشيعي وغيره من الجماعات المسلحة اللبنانية ضد قوات الدفاع الإسرائيلية ووكلاء جيش لبنان الجنوبي التابعة له في المنطقة الأمنية التي تسيطر عليها إسرائيل.

## قائمة العمليات القتالية
- الحرب الأهلية عام 1958 ضد الميليشيات المسيحية اليمينية
- معركة الفنادق (جزء من حرب السنتين) ضد الجبهة اللبنانية
- صراع جنوب لبنان عام 1978 ضد قوات الدفاع الإسرائيلية
- حرب لبنان عام 1982 وحصار بيروت ضد قوات الدفاع الإسرائيلية والقوات اللبنانية وجيش لبنان الجنوبي
- حرب الجبال ضد القوات اللبنانية والجيش اللبناني والقوة المتعددة الجنسيات في لبنان
- معركة طرابلس ضد حركة التوحيد الإسلامي والفصائل الإسلامية الراديكالية الأخرى
- حرب لبنان 2006 جنبا إلى جنب مع حزب الله ضد قوات الدفاع الإسرائيلية

## الأسلحة والمعدات
أتاح انهيار القوات المسلحة اللبنانية وقوات الأمن الداخلي في يناير 1976 للحرس الشعبي التابع للحزب الشيوعي اللبناني الاستيلاء على بعض الأسلحة والمركبات من ثكناتهم ومراكز الشرطة على الرغم من أن معظم أسلحتهم ومركباتهم الثقيلة وغيرها تم شراء معدات عسكرية قاتلة في السوق السوداء الدولية أو تم توفيرها من قبل منظمة التحرير الفلسطينية وسوريا وألمانيا الشرقية وتشيكوسلوفاكيا وبلغاريا ورومانيا واتحاد الجمهوريات الاشتراكية السوفياتية.

### مسدسات
- كولت إم1911
- ماكاروف
- توكاريف

### الكربينات والبنادق الهجومية
- بندقية إم 16
- جي 3
- إف إن فال
- أيه كيه-103
- أيه كيه-74
- زاستافا أم 70
- أيه كيه أم
- أيه كيه-47
- إس كيه إس
- موسين
- بندقية هجومية 44 (StG44)
- ام بي-40
- إم 1

### الرشاشات وأوتوكانونس
- دوشكا
- راينميتال أم جي 3
- رشاش بي كي
- آر بي كي

### بنادق قنص
- دراغونوف

### قاذفات صواريخ وقنابل يدوية
- تايب 69 آر بي جي
- آر بي جي-2
- آر بي جي 7

### المدفعية
- بي إم-21 غراد
- هاوتزر عيار 122 مم D-30) 2A18)

### المركبات
- دوشكا
- جي إم سي
- بيجو 504
- رينج روفر
- لاند روفر
- يو أي زي - 469